# Hitler est kaput !
 (septembre 2017).
Si vous disposez d'ouvrages ou d'articles de référence ou si vous connaissez des sites web de qualité traitant du thème abordé ici, merci de compléter l'article en donnant les références utiles à sa vérifiabilité et en les liant à la section « Notes et références ».
Pour plus de détails, voir Fiche technique et Distribution.
Hitler est kaput ! (en russe : Гитлер капут!, Gitler kaput!) est un film russe de Marius Balchunas, sorti dans les salles russes en 2008.

## Synopsis
Hitler est kaput ! est une comédie qui retrace les péripéties de l'espion russe Alexandre Issaiévitch Ossétchkine (Pavel Derevianko) au cœur du IIIe Reich, et, à quelques jours de la défaite finale de celui-ci. Sous la couverture du Standartenführer Ollaf Shurenberg, il s'efforce de mettre en défaut la sagacité du fanatique Hitler (Mikhaïl Krylov), dont il a infiltré l'état-major. Il doit également se méfier du très suspicieux Muller (Iouri Galtsev) dont l'intuition si juste, mais finalement toujours contrecarrée, ne sera pas pour guérir son penchant dépressif pour les tentatives de suicide malheureuses!
Longtemps Shurenberg n'aura pour seul allié, au cœur du régime fasciste, que l'espion-rappeur américain 50 Bundes-shilling (Timati), qui semble goûter une totale liberté dans les couloirs du pouvoir nazi. Ceci jusqu'à ce que soit parachutée la plantureuse opératrice radio, Zina (Anna Semenovich), dont Shura tombe immédiatement amoureux. Tandis que nos deux tourtereaux mènent tendrement leurs activités d'espionnage, Muller engage Iron Hanz (Alekseï Ogourtsov) pour définitivement faire tomber la couverture de l'impertinent Shurenberg.
Mais ce dernier arrive à se défaire de Iron Hanz, transformé en urne funéraire. Malheureusement, Zina se fait prendre et est « torturée » par la gestapo. Shurenberg se retrouve pour la première fois en position délicate. La seule solution : négocier la prise en charge de Zina… en cédant aux avances incessantes de Bormann (Iouri Stoïanov), dont les penchants pour la gent masculine ne sont guère dissimulés, et qui n'est pas du tout insensible aux charmes de l'espion russe.
En possession de l'autorisation signée de Bormann, tout en ayant gardé son intégrité corporelle sauve, Shurenberg libère Zina, et ensemble prennent la fuite. Mais ils doivent accomplir une ultime mission. Après avoir ligoté Hitler et son épouse Eva Braun (Ksenia Sobtchak), Shura et Zina subtilisent leurs identités pour définitivement fuir le Reich, en possession des derniers documents secrets du Führer !

## Fiche technique
- Réalisation : Marius Balchunas
- Scénario : Marius Balchunas
- Production : Leopolis
- Musique : Vladimir Saïko
- Décors : Vadim Bartoch
- Costume : Lidia Nesterova
- Photo : Alexandre Pozniakov
- Son : Saoulious Ourbanavitchous
- Producteur : Sergueï Livniov
- Format : Dolby Digital
- Montage : David Dodson et Svetlana Ivanova
- Durée : 90 min
- Pays :  Russie
- Langue : Russe
- Format : couleur - son : dolby digital - 5.1
- Lieux de tournage : Lvov, Ukraine
- Date de sortie : 2008

## Distribution
- Pavel Derevianko : l'espion Standartenführer Shurenberg
- Anna Semenovich : l'opératrice radio Zina
- Mikhaïl Krylov : Adolf Hitler
- Iouri Galtsev : Heinrich Muller
- Iouri Stoïanov : Martin Bormann
- Evelina Blodans : Frau Oddo
- Alexeï Ogourtsov : Iron Hanz
- Timati : l'espion américain 50 Bundes-shilling
- Ksenia Sobtchak : Eva Braun
- Ilia Oleïnikov : Joseph Staline
- Mikhaïl Galoustian : le partisan Rabinovitch
- Alexeï Bouldakov : le moujik Kouzmitch